# Juravka, Șpola
Juravka (în ucraineană Журавка) este o comună în raionul Șpola, regiunea Cerkasî, Ucraina, formată numai din satul de reședință.

## Demografie
Componența lingvistică a comunei Juravka
     Ucraineană (98,81%)
     Alte limbi (0,73%)
Conform recensământului din 2001, majoritatea populației comunei Juravka era vorbitoare de ucraineană (98,81%), existând în minoritate și vorbitori de alte limbi.